# Laster
Laster is het kwaadspreken over een ander. Specifiek wordt er leugenachtige kwaadsprekerij mee bedoeld die als doel heeft om iemand in zijn eer, zijn goede naam of zijn aanzien tegenover anderen te beschadigen. Ook de leugenachtige bewering zelf wordt doorgaans met de term laster aangeduid. Het woord kwam al in het Oudnederlands voor waar het de betekenis had van 'schande' of 'smaad'. In het Middelnederlands kreeg het de betekenis van 'schandelijke bejegening'. De handeling van het kwaadspreken zelf wordt lasteren genoemd.
Laster is in België en Nederland ook een strafbaar feit. De exacte invulling van het rechtsbegrip is in beide landen verschillend. In België is sprake van laster als iemand een ander kwaadwillig beschuldigt van een bepaald feit (dat zijn eer kan krenken of hem aan de openbare verachting kan blootstellen) terwijl het wettelijk bewijs van de waarheid van dat feit niet geleverd wordt. Er is sprake van eerroof als de wet het leveren van dit bewijs niet toestaat of indien het feit niet meer kan worden bewezen (bijvoorbeeld door verjaring). In Nederland is laster een strafverzwarende vorm van smaad waarbij de lasteraar weet dat het ten laste gelegde feit niet waar is. Als de dader niet hoefde te weten dat de beschuldiging in strijd met de waarheid was, of als de beschuldiging waar is, kan er slechts sprake zijn van smaad.
Daarnaast kan smaad en laster aantasting van de eer en goede naam opleveren. Daartegen kan via het burgerlijke recht worden opgetreden op grond van de onrechtmatige daad. Het verschil met het strafrecht is dat in het civiele recht een afweging plaatsvindt tussen het recht op eer en goede naam en de vrijheid van meningsuiting. Er kan dus eerder sprake zijn van onrechtmatige schending van eer en goede naam, dan van het strafrechtelijke smaad of laster.

## Karaktermoord
Men spreekt wel van "karaktermoord" als geprobeerd wordt om iemand ten onrechte (stelselmatig) een slechte naam of imago te bezorgen. Dit is een vorm van laster.

## Belgisch strafrecht
Het Strafwetboek (artikel 443-453) spreekt van aanranding van de eer of de goede naam van personen. In de praktijk wordt meestal gesproken over laster en eerroof. Iemand wordt kwaadwillig een feit ten laste gelegd, dat zijn eer kan krenken of hem aan de openbare verachting kan blootstellen. Dat is laster als het bewijs niet geleverd wordt; dat is eerroof wanneer de wet dit bewijs niet toelaat. De maximumstraf is een jaar als dat publiek gebeurt, dat wil zeggen door geschriften of in het bijzijn van anderen. De straf is maximaal zes maanden voor een geschreven lasterlijke aangifte bij de overheid. Een niet publieke belediging is niet strafbaar, tenzij aan publieke functionarissen. Kwaadwillige ruchtbaarmaking van bewezen feiten kan dan weer wel gestraft worden, tot maximum twee maanden. Laster, eerroof en kwaadwillige ruchtbaarmaking zijn klachtmisdrijven, dat wil zeggen dat zij alleen vervolgd worden na een klacht van de benadeelde. 
Onder dit hoofdstuk in het Strafwetboek valt ook nog de grafschennis met een maximumstraf van een jaar.

## Nederlands strafrecht
| Wet(boek)    | Strafrecht |
| Artikel      | 262 |
| Omschrijving | Hij die het misdrijf van smaad of smaadschrift pleegt, wetende dat het te last gelegde feit in strijd met de waarheid is, wordt, als schuldig aan laster, gestraft met gevangenisstraf van ten hoogste 2 jaren of geldboete van de vierde categorie. 1. Ontzetting van de in art. 28, 1e lid, onder 1 en 2, vermelde rechten kan worden uitgesproken. |

| Wet(boek)    | Strafrecht BES |
| Artikel      | 274 |
| Omschrijving | Hij die het misdrijf van smaad of smaadschrift pleegt ingeval het bewijs der waarheid van het ten laste gelegde feit is toegelaten, wordt, indien hij dat bewijs niet levert en de telastlegging tegen beter weten is geschied, als schuldig aan laster, gestraft met gevangenisstraf van ten hoogste drie jaren. |